# آرني دنكان
أرني ستاركي دنكان (بالإنجليزية: Arne Duncan)‏ (ولد: 6 نوفمبر 1964 - ) كان وزير التربية والتعليم في الولايات المتحدة من العام 2009 حتى ديسمبر 2015.  شهدت فترة ولايته كوزير درجات متفاوتة من المعارضة من كل من المحافظين الاجتماعيين واتحادات المعلمين، إلا أنه حصل على دعم قوي من الرئيس الأمريكي باراك أوباما الذي عينه في المنصب. قاوم المحافظون وبعض الآباء خطط دنكان لدفع جميع الولايات الأمريكية لاعتماد المعايير الأساسية المشتركة لتحديد ما يتعلمه الطلاب، ولم تستحسن معظم نقابات المعلمين تركيزه على استخدام البيانات من اختبارات الطلاب لتقييم المعلمين والمدارس.  ورغم العداء الذي واجهه دنكان بسبب التغييرات التي أدخلها، فقد أشاد أوباما بعمله في وزارة التربية والتعليم قائلا: «لقد بذل أرني الجهود من أجل نقل نظامنا التعليمي إلى القرن الواحد والعشرين أكثر من أي شخص آخر». 
شغل دنكان منصب الرئيس التنفيذي لمدارس شيكاغو الحكومية في الفترة من 2001 إلى 2009. وهو حاليا زميل بارز في كلية هاريس للسياسة العامة في شيكاغو  وهو عضو في مجلس المجتمعات في المدارس.

## التعليم
تعلم في كلية هارفارد، وجامعة هارفارد.